# IC 4290
IC 4290 ist eine Balken-Spiralgalaxie vom Hubble-Typ SBa im Sternbild Wasserschlange. Sie ist schätzungsweise 210 Millionen Lichtjahre von der Milchstraße entfernt.
Im selben Himmelsareal befinden sich u. a. die Galaxien PGC 747241, PGC 745630, PGC 745987.
Das Objekt wurde am 4. Mai 1904 von Royal Harwood Frost.